# Јалемзерф Јехуалав
Јалемзерф Јехуалав Денса (амхарски: ያለምዘርፍ የኋላ; рођена 3. августа 1999.) је етиопска атлетичарка, актуелна светска рекордека у трци на 10 километара на друму. Друга је на светској листи свих времена у полумаратону и десета свих времена у маратону.

## Одрастање и почетак каријере
Јалемзерф Јехуалав је рођена као најстарија од шесторо браће и сестара у Финоте Селаму у области Западни Гојам у регији Амхара. Њено име на амхарском значи „ивица света“.
Побеђивала је у школским тркама, а касније и у омладинским тркама у јакој конкуренцији широм Етиопије. Са победама на стази, друму и кросу, позвана је да се придружи Етиопској омладинској спортској академији у Адис Абеби, где тренутно живи. После четири године, 2017. се придружила Тркачком тиму НН (NN Running Team) којег води Тесема Абшеро.

## Каријера

### 2019–2021
Деветнаестогодишња Јехуалав је дебитовала је победом на међународној сцени у априлу 2019. на полумаратону у Рабату, у Мароку. Исте године је представљала Етиопију на Афричким играма, одржаним такође у Рабату, где је победила у женском полумаратону, оборивши рекорд Игара у времену 1:10:26.
Освојила је бронзану медаљу у женском полумаратону на одложеном Светском првенству у полумаратону 2020. одржаном у Гдињи у Пољској, само три секунде иза победнице Перес Џепчирчир из Кеније. У новембру 2020. Јехуалав је победила на полумаратону у Делхију, у Индији. Њено победничко време 1:04:46, било је друго најбрже време икада за полумаратонке.
У августу 2021, Јехуалав је победила на полумаратону у Северној Ирској, у времену новог светског рекорда од 63 минута и 44 секунди. Ипак, светски рекорд јој није признат зато што је стаза била краћа за 54 метра. У октобру 2021. стигла је друга у полумаратону у Валенсији у времену 63:51, у трци у којој је победила Летесенбет Гидеј у времену данас актуелног светског рекорда у полумаратону.

### 2022: Светски рекорд у трци на 10 километара на друму и победа на Лондонском маратону
У јануару 2022. Јехуалав је побољшала сопствени рекорд стазе на Великој етиопској трци са временом 31:17, што је најбржих 10 км икада истрчаних на великој надморској висини.
Јехуалав је 27. фебруара трчала 10 километара у Кастељону у Шпанији, и победила у времену новог светског рекорда у трци у којој се такмиче искључиво жене. Рекордно време од 29 минута и 14 секунди, било је за 29 секунди брже од претходног рекорда Џојсилин Џепкосгеи из Кеније, која је држала ратификовани рекорд од 29:43, постављен 2017. Само две жене су икада брже трчале на атлетској стази. Јехуалав је у својој рекордној трци истрчала првих 5 км за 14:28 – само девет секунди спорије од светског рекорда у трци на 5 км на друму.
На Хамбуршком маратону, у априлу 2022., на свом првом маратону, Јехуалав је истрчала најбрже дебитантско време у женском маратону икада (2:17:23).
2. октобра, Јехуалав је извојевала своју прву победу на Лондонском маратону, поставши најмлађа женска победница у Лондону. Истрчала је време од 2:17:26, само три секунде спорије од свог личног рекорда.

### 2023 – данас
У трци на 10 километара у Валенсији, у јануару, по ветровитим условима, Јехуалав је победила са 5 секунди споријим временом од свог светског рекорда. Ипак, резултат од 29:19 је друга најбржа женска трка икада на 10 км на друму. У априлу, на Лондонском маратону, завршила је пета у времену 2:18:53.
На Светском првенству у Будимпешти, освојила је 5. место у маратону.

## Лични рекорди
| Стаза          | Дисциплина    | Време    | Место                | Датум            | Напомене              |
| -------------- | ------------- | -------- | -------------------- | ---------------- | --------------------- |
| Атлетска стаза | 5000 метара   | 14:53.77 | Ница, Француска      | 12. јун 2021     |                       |
| Атлетска стаза | 10.000 метара | 30:20.77 | Хенгело, Холандија   | 8. јун 2021      |                       |
| Друм           | 5 км          | 15:27    | Адис Абеба, Етиопија | 15. март 2020    |                       |
| Друм           | 10 км         | 29:14    | Кастељон, Шпанија    | 27. фебруар 2022 | Светски рекорд        |
| Друм           | Полумаратон   | 63:51    | Валенсија, Шпанија   | 24. октобар 2021 | 2. трка свих времена  |
| Друм           | Маратон       | 2:17:23  | Хамбург, Немачка     | 24. април 2022   | 12. трка свих времена |